# Washingtonia robusta
Washingtonia robusta o Washingtònia de Mèxic és una palmera originària del nord-oest de Mèxic que arriba a fer 25 m d'alt.
Les fulles tenen un pecíol d'1 m de llarg. La inflorescència fa 3 m de llarg, amb nombroses flors rosat-taronja pàl·lid. El fruit és una drupa esfèrica de 6 a 8 mm de diàmetre i de color negre blavenc.
Recents investigacions conclouen que en el seu hàbitat nadiu a la península de Baixa Califòrnia la seva longevitat potencial pot superar els 500 anys.

## Usos
Com la Washingtonia filifera és una planta ornamental. W. robusta i W. filifera s'hibriden fàcilment donant lloc a una palmera de característiques intermèdies.

## Imatges

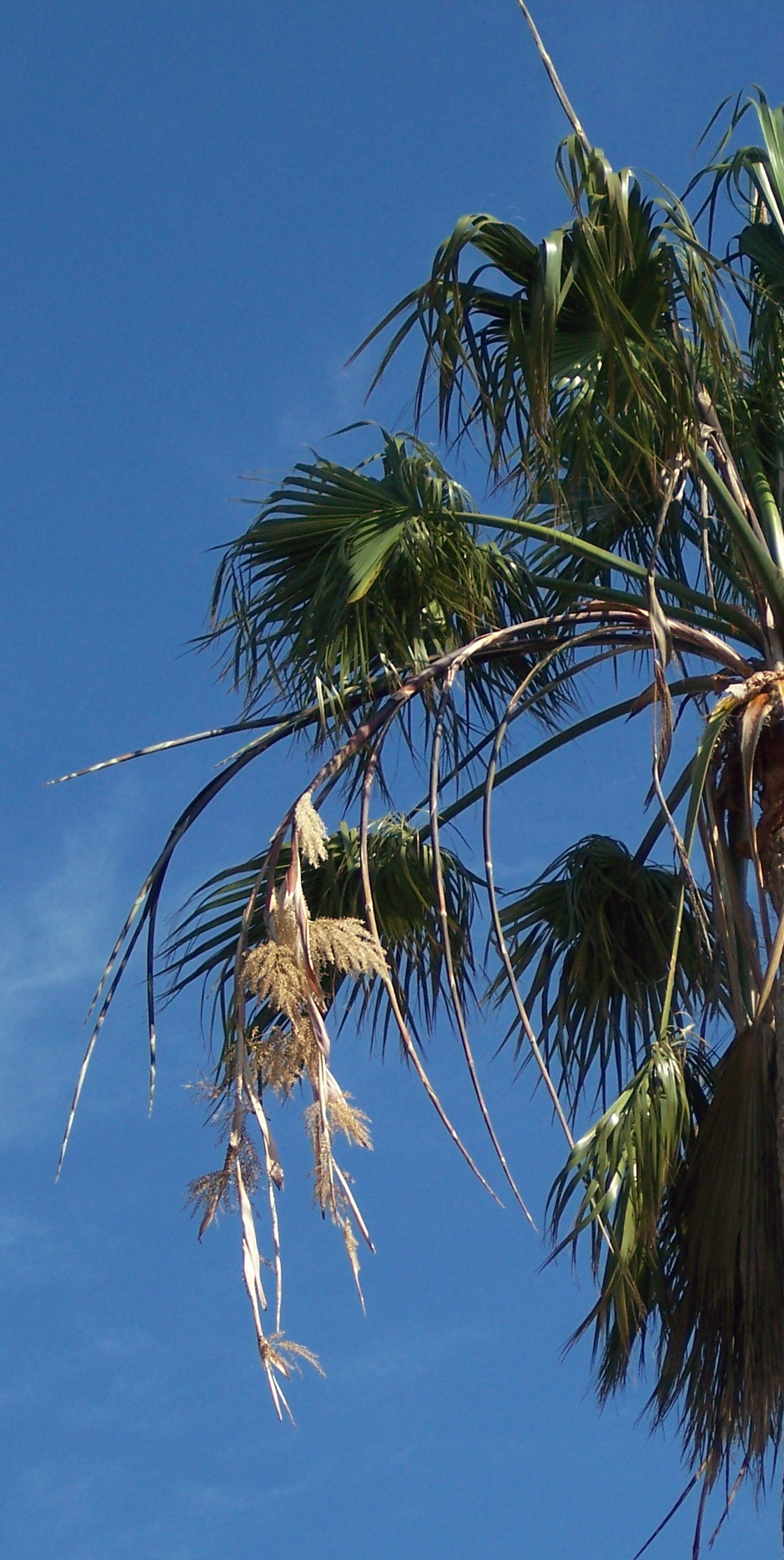
Inflorescència
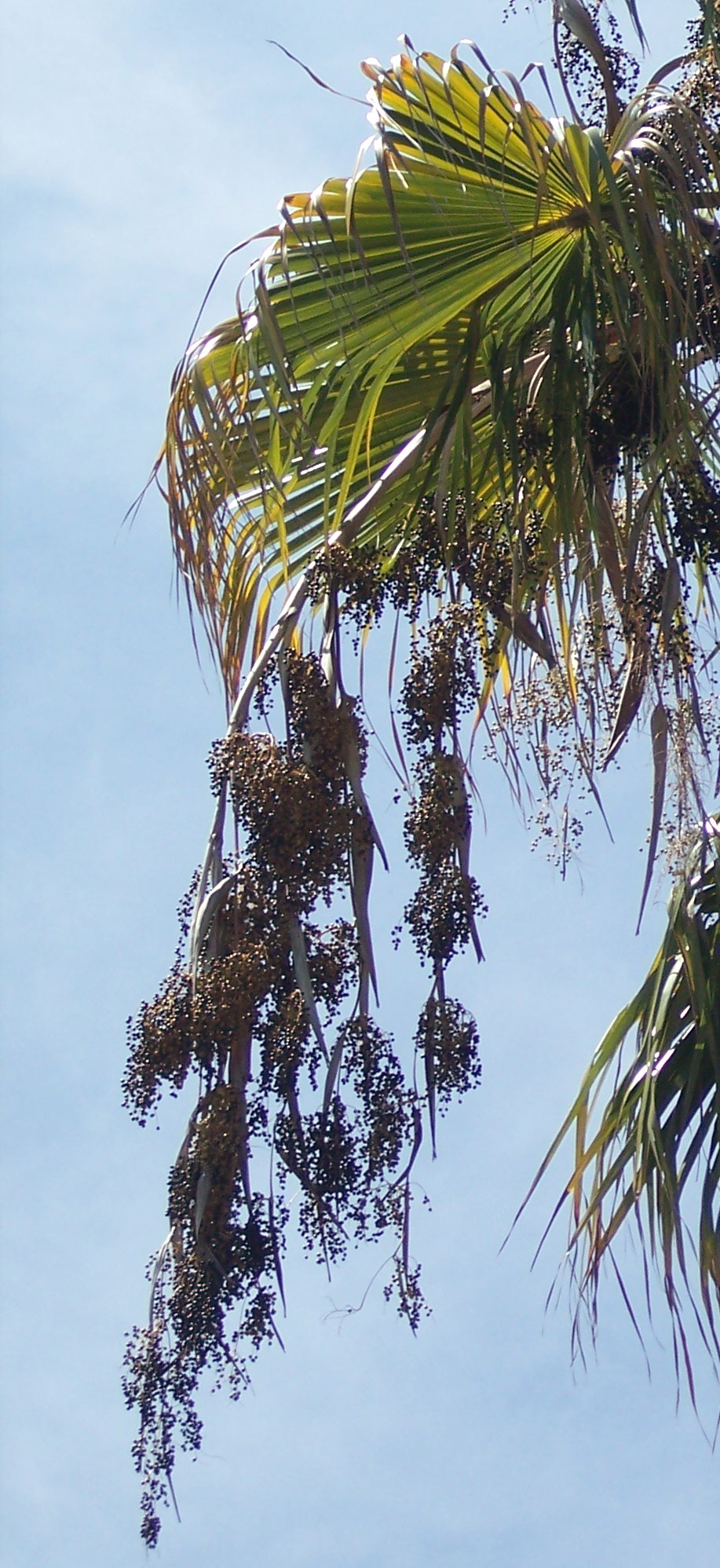
Infructescència